# Eparchia wyksuńska
Eparchia wyksuńska – jedna z eparchii Rosyjskiego Kościoła Prawosławnego, z siedzibą w Wyksie. Należy do metropolii niżnonowogrodzkiej.
Utworzona 15 marca 2012 postanowieniem Świętego Synodu, poprzez wydzielenie z eparchii niżnonowogrodzkiej i arzamaskiej. Obejmuje część obwodu niżnonowogrodzkiego – rejony: ardatowski, czkałowski, kulebakski, nawaszyński, pawłowski, sosnowski, waczski, wołodarski, wozniesieński i wyksuński.

## Biskupi wyksuńscy
- Barnaba (Baranow), 2012-2023[1]
- Gedeon (Gubka), od 2024[2]

## Dekanaty
W skład eparchii wchodzi 8 dekanatów:
- ardatowski;
- błagowieszczeński;
- czkałowski;
- kulebakski;
- pawłowski;
- waczski;
- wozniesieński;
- wyksuński.

## Monastery
Na terenie eparchii działają 3 monastery:
- Monaster Zaśnięcia Matki Bożej we Fłoriszczach (Pustelnia Fłoriszczewska), męski
- Monaster św. Mikołaja i św. Jerzego w Ababkowie, żeński
- Monaster Iwerskiej Ikony Matki Bożej w Wyksie, żeński